# Liaodongbukten
Liaodongbukten (kinesiska: 辽东湾, 遼東灣) är en vik i norra Bohai. Den avskiljs från huvuddelen av Gula havet av halvön Liaodong. Liaofloden mynnar i bukten. Kusterna kring bukten ligger i provinsen Liaoning, i nordöstra Kina.